# Edoardo Amaldi
Edoardo Amaldi (Carpaneto Piacentino, 5 de setembro de 1908 — Roma, 5 de dezembro de 1989) foi um físico italiano, filho do professor de matemática Ugo Amaldi, e pai do também físico Ugo Amaldi. Em 1939 ingressou no exército italiano, retornando à física após ser dispensado, em 1941.

## Carreira
Começa a sua carreira profissional com Enrico Fermi em Roma onde contribuí na descoberta que os neutrões lentos eram mais rapidamente capturados em alvos nucleares. Com a partida na década de 1930 de Fermi e de outros proeminentes físicos para os EUA, mantêm o espírito da física italiana. Amaldi assinala logo depois da guerra a importância da relação entre os observatórios de montanha de raio cósmicos e a emulsão nuclear nos laboratórios de física necessitavam de uma colaboração mais estreita.[carece de fontes?]

## Pais fundadores
A ideia de criar um laboratório europeu começa a germinar nessa altura pela Europa pelo que faz dos pais fundadores do CERN  conjuntamente com  Pierre Auger, Raoul Dautry, François de Rose e Lew Kowarski pela França e Niels Bohr pela Dinamarca, onde foi nomeado Secretário Geral - logo o primeiro - em 1954.

## Postos importantes
Depois de uma proposta feita pelo Director Geral do CERN, Victor Weisskopf e também por Cecil Powell, em 1963, foi nomeado como primeiro presidente da Comissão Europeia dos Futuros Aceleradores (ECFA) que em breve ia produzir o famoso Relatório Amaldi com recomendações de novas máquinas - o Intersecting Storage Rings (ISR) e uma máquina de 300 GeV que viria a ser o Super Sincrotrão a Protões (SPS) - que assegurava o futuro de CERN. Levou muitos anos antes que o projecto fosse aprovado, mas é curioso notar que Amaldi era presidente do Conselho de CERN quando ele foi assinado em 1971.
Também foi o co-fundador da  Agência Espacial Europeia e do Instituto Nacional Italiano de Física Nuclear e presidente da 15ª (1970) e 16ª (1973) Conferência de Solvay, ambas em Roma.
De uma grande visão que podia transformar as suas ideias em realidade era uma pessoa muito modesta, ao ponto de terminar o seu discurso aquando da celebração, no CERN, dos seus 80 anos "Foi sempre um prazer trabalhar para o CERN".